# Rörtjärnen (Vilhelmina socken, Lappland, 720965-148251)
Rörtjärnen är en sjö i Vilhelmina kommun i Lappland och ingår i Ångermanälvens huvudavrinningsområde.